# رمزية الأولى (اسماعيلية)
رمزية الأولى (بالفارسية: رمزیه یک) هي قرية وتقع في إيران في قسم إسماعيلية الريفي. يقدر عدد سكانها بـ 194 نسمة بحسب إحصاء 2016.